# Hartmann-Shack-Sensor
Der Hartmann-Shack-Sensor (auch Shack-Hartmann-Sensor) ist ein Wellenfrontsensor zur Vermessung einer optischen Wellenfront.

## Aufbau

Funktionsprinzip des Hartmann-Shack-Sensors

Der Hartmann-Shack-Sensor besteht aus einer Linsenmaske, beispielsweise einer Glasplatte mit darauf regelmäßig angeordneten Mikrolinsen, und einem 2D-Detektor. Fällt auf die Linsenmaske ein kollimierter Lichtstrahl einer Punktquelle, erzeugt jede Linse in der Fokalebene, also dort, wo der 2D-Detektor sitzt, ein Punktbild, das entsprechend der lokalen Neigung der Wellenfront über der jeweiligen Mikrolinse von seiner nominellen Position verschoben sein kann. Die jeweilige Position der Punktbilder kann mit ortsempfindlichen Detektoren, also üblicherweise einem CMOS- bzw. CCD-Kamera Chip gemessen werden. Befinden sich in der Fokalebene hinter jeder Mikrolinse beispielsweise 8x8 Pixel eines CCD-Detektors, erwartet man bei perfekter Ausrichtung und Optik, dass das Zentrum jedes Punktbildes genau zwischen das 4. und 5. Pixel in beiden Richtungen der 8x8 Pixel fällt. Ist der kollimierte Lichtstrahl dagegen optisch gestört, beispielsweise etwas defokussiert, verschieben sich die Punktbilder jeder Mikrolinse. Durch Vermessen des Abstandes der Punktbilder bei einer Beleuchtung einmal ohne und einmal mit optischen Störungen erhält man die Verkippung der Wellenfront in zwei Richtungen über die jeweilige Mikrolinse. Aus allen Verkippungen zusammen können dann beispielsweise die Abbildungsfehler eines Objektives bestimmt werden.
Der Hartmann-Test wurde im Jahr 1900/1904 als Lochscheibentest von Johannes Hartmann entwickelt und von Roland Shack und Ben Platt
Ende der 1960er/Anfang der 1970er Jahre verfeinert. Das Prinzip beruht auf der geometrisch-optischen Bestimmung der lokalen Wellenfrontneigung.

## Funktion
Eine einfallende Wellenfront erzeugt auf dem Kamerachip ein charakteristisches Spotmuster. Jede Linse wird auf dem Chip einen Lichtpunkt erzeugen. Bei einer ebenen und senkrecht einfallenden Wellenfront stimmen die Abstände der Lichtpunkte untereinander mit denen der Linsen untereinander überein. Durch Analyse der lokalen Ablenkungen der Punkte von ihren Idealpositionen können Aussagen über das lokale Steigungsverhalten der einfallenden Wellenfront getroffen werden.
Die mathematische Beschreibung der Wellenfront kann z. B. mit Hilfe von Zernike-Polynomen erfolgen.
Bei einer optischen Welle ist die direkte Messung der Phase nicht möglich. Der Shack-Hartmann-Sensor stellt ein Verfahren dar, diese Phaseninformation in eine messbare Intensitäts-Verteilung umzuwandeln.

## Dynamische Reichweite und Sensitivität

Einzelnes Lenslet eines Shack-Hartmann-Sensors

Nachteilig an einem Shack-Hartmann-Sensor ist, dass die Größen Messgenauigkeit und dynamische Reichweite nicht unabhängig voneinander sind.
Fällt ein Wellenfrontanteil unter einem Winkel {\displaystyle \Theta } auf eine einzelne Linse, so ergibt sich die kleinste noch aufzulösende Verkippung des lokalen Wellenfrontanteils durch:
{\displaystyle \Theta _{\mathrm {min} }={\frac {\Delta y_{\mathrm {min} }}{f}}}.
Gleichzeitig ist die größte detektierbare Verkippung des Wellenfrontanteils durch
{\displaystyle \Theta _{\mathrm {max} }={\frac {\Delta y_{\mathrm {max} }}{f}}={\frac {d/2}{f}}}
gegeben. Dabei sind {\displaystyle f} und {\displaystyle d} die Brennweite und der Durchmesser der Linse und {\displaystyle y_{\mathrm {min} }} die kleinste durch den verwendeten Detektor auflösbare Verschiebung des Fokuspunktes.
Möchte man nun für den gleichen Detektor die Messgenauigkeit {\displaystyle \Theta _{\mathrm {min} }} erhöhen, so muss dafür die Brennweite {\displaystyle f} der Linsen vergrößert werden. Eine Vergrößerung der Brennweite führt aber gleichzeitig zu einer Verringerung der dynamischen Reichweite {\displaystyle \Theta _{\mathrm {max} }}. Messgenauigkeit und dynamische Reichweite sind also nicht unabhängig voneinander, sondern müssen gemeinsam an den Anwendungsfall angepasst werden.

## Einsatzgebiet
- In der Qualitätsprüfung optischer Bauteile zur Beurteilung von Oberflächen- und Transmissionsqualitäten.
- In der Lasertechnik zur Charakterisierung der optischen Eigenschaften eines Laserstrahls.
- In der Astronomie zur Messung der Abweichung der Strahlenfront des Lichtes ferner Sterne auf dem Weg durch die Erdatmosphäre. Durch Adaptive Optiken können Teleskope entsprechend korrigiert werden.
- In der Mikroskopie (insbesondere in der Laserscanningmikroskopie) zur Korrektur von optischen Aberrationen, die bei der Bildgebung tief in dicken Proben entstehen.[4]
- In der Augenheilkunde zur genauen Vermessung der Abbildungsfehler des menschlichen Auges, insbesondere zur genauen Planung von Eingriffen der refraktiven Chirurgie.

## Geschichte
Das Design dieses Sensors wurde von Johannes Hartmann bereits 1900 publiziert. Gut 70 Jahre später bauten Shack und Platt ein funktionstüchtiges Gerät. Im US-amerikanischen Raum wird deshalb Shack der Vorrang gegeben, wohingegen sonst meist der historische Ablauf für die Namensgebung herangezogen wird (wie auch von Shack selbst vorgeschlagen).
Das fundamentale Prinzip wurde jedoch ungefähr 400 Jahre früher, sogar noch vor Huygens durch den Jesuiten Christoph Scheiner (siehe auch Scheiner-Blende) in Österreich dokumentiert, zu dessen Erklärung allerdings nicht das Modell der Wellenoptik, sondern das der Strahlenoptik verwendet wurde.
Die Scheiner-Scheibe wird in der Ophthalmologie zur Messung von Aberrationen im menschlichen Auge verwendet und stellt eine einfache Form eines Zweistrahl-Aberrometers dar, das über die Hartmann-Maske mit dem Hartmann-Shack-Sensor verwandt ist.
Der Hartmann-Shack-Sensor vermag allerdings Verzerrungen über das gesamte Sehfeld parallel zu ermitteln und wurde 1994 erstmals für Messungen von Aberrationen im menschlichen Auge verwendet.